# Fulbeck
Fulbeck – wieś w Anglii, w hrabstwie Lincolnshire, w dystrykcie South Kesteven. Leży 22 km na południe od Lincoln i 174 km na północ od Londynu.